# Синпетру-Джерман
Синпетру-Джерман (рум. Sânpetru German, нім. Deutschsanktpeter, угор. Németszentpéter) — село у повіті Арад в Румунії. Входить до складу комуни Секусіджу.
Село розташоване на відстані 436 км на північний захід від Бухареста, 21 км на захід від Арада, 41 км на північ від Тімішоари.

## Населення
За даними перепису населення 2002 року у селі проживали 2100 осіб.
Національний склад населення села:
| Національність | Кількість осіб | Відсоток |
| -------------- | -------------- | -------- |
| румуни         | 1701           | 81,0%    |
| угорці         | 237            | 11,3%    |
| цигани         | 103            | 4,9%     |
| німці          | 43             | 2,0%     |
| словаки        | 7              | 0,3%     |

Рідною мовою назвали:
| Мова      | Кількість осіб | Відсоток |
| --------- | -------------- | -------- |
| румунська | 1793           | 85,4%    |
| угорська  | 234            | 11,1%    |
| німецька  | 41             | 2,0%     |
| циганська | 17             | 0,8%     |
| словацька | 7              | 0,3%     |